# Mrozów
Mrozów is een plaats in het Poolse district  Średzki (Neder-Silezië), woiwodschap Neder-Silezië. De plaats maakt deel uit van de gemeente Miękinia en telt 1100 inwoners.